# Canale di Zara
Il canale di Zara (in croato Zadarski kanal) è il tratto di mare che separa la costa della Croazia dall'isola dalmata di Ugliano e si trova di fronte alla città di Zara.

## Geografia
Il canale è posto in direzione nord-ovest/sud-est, a ovest della città di Zara, inizia a sud del mare di Puntadura (Virsko more), il suo proseguimento è il canale di Pasman, detto anche stretto di Pasman.
Secondo le mappe croate, i limiti fisici possono essere individuati: a nord, con la linea immaginaria che congiunge l'isolotto Idolo con punta Scala (rt Skala), che si trova circa 10 km a nord-ovest di Zara; a sud invece, il termine è segnato dalla linea che congiunge San Cassiano, sulla costa dalmata, con lo stretto di Sdrelaz o di San Luca (Mali Ždrelac), che divide Ugliano da Pasman. Tale delimitazione segna anche l'inizio del canale di Pasman.
Altri testi e mappe indicano l'inizio del canale di Zara a partire dalla linea che congiunge l'isola di Sestrugno con punta Darchio o Artich (Artić), dove si trova Brevilacqua (Privlaka), a sud dell'isola di Puntadura e dello stretto di Brevilacqua (Privlački Gaz), e lo fanno proseguire fin dove inizia il gruppo di scogli e isolotti adiacenti a Pasman, all'altezza di Marigliane (Mrljane). Il Rizzi afferma che il canale inizia a sud di Brevilacqua. 
La carte del rilevamento topografico Francesco-giuseppino (Franzisco-Josephinische Landesaufnahme) lo fanno iniziare a sud di Ulbo, inglobando in questo modo il mare di Puntadura.
Nel canale di Zara la bora è ha una intensità modesta, è forte solo nella prima parte fino a Peterzane, mentre può essere molto sostenuta nel canale di Pasman.

### Isole
Le seguenti isole, tutte adiacenti alla costa di Ugliano, si trovano nel canale di Zara:
- Idolo (Idula), a nord di Ugliano.
- San Paolo (Galovac o Školji), di fronte a Oltre.
- Calugerà (Ošljak), tra Oltre e Calle.
- isolotto dei Sorci (Mišnjak), a sud-est del porto di Cuclizza.

### Cartografia
- (HR) Mappa topografica della Croazia 1:25000, su preglednik.arkod.hr. URL consultato il 10 luglio 2017.
- Carta di cabottaggio del mare Adriatico, foglio VII, Milano, Istituto geografico militare, 1822-1824. URL consultato il 10 luglio 2017 (archiviato dall'url originale il 13 aprile 2013).